# Winterhalter (Musiker)

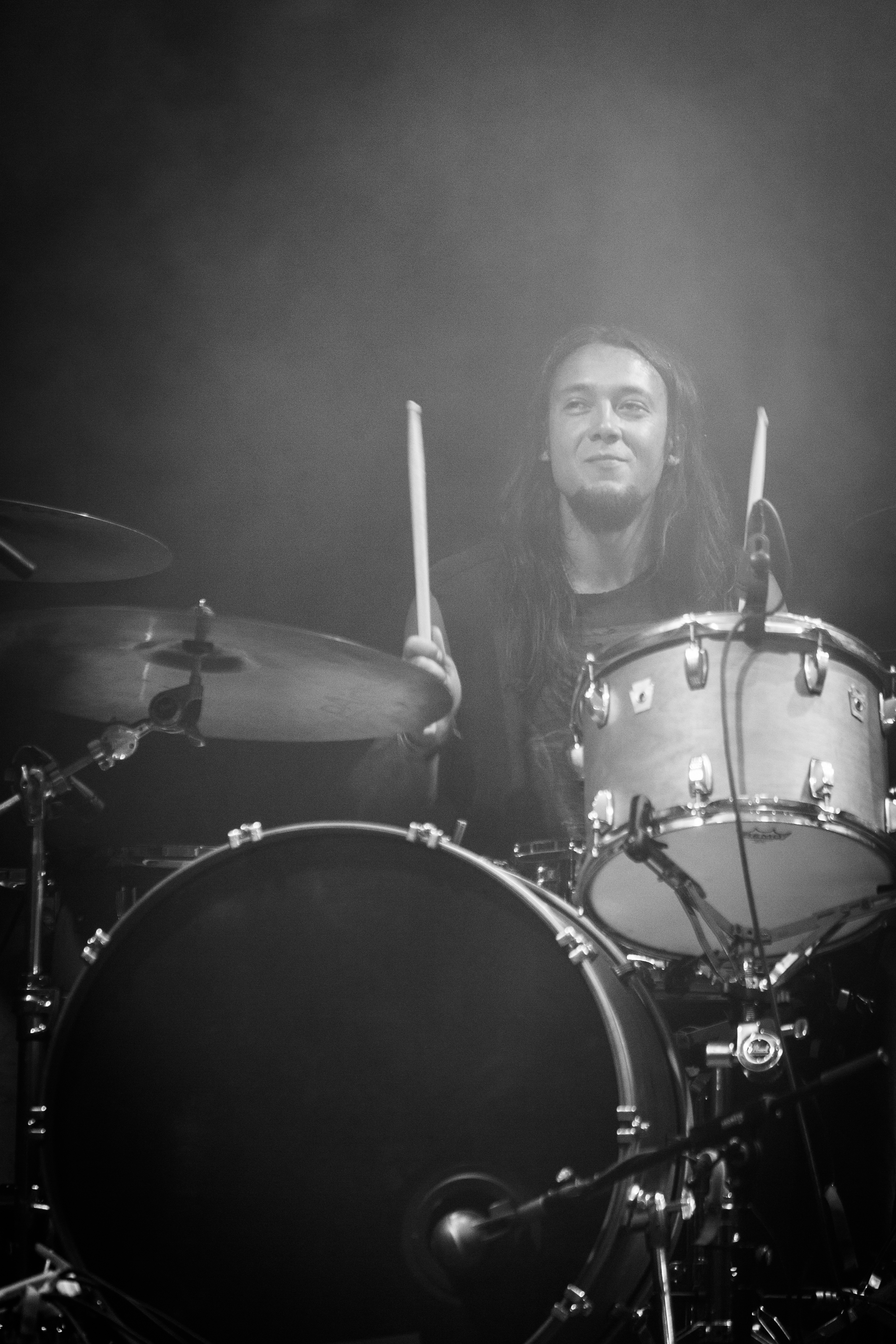
Jean „Winterhalter“ Deflandre auf dem Prophecy Fest, 2016.

Jean Deflandre, bekannt unter dem Pseudonym Winterhalter ist ein französischer Metal-Schlagzeuger.

## Karriere
Deflandre spielte zwischen 2001 und 2013 in der französischen Metal-Band Bahrrecht, mit der er zwei Demos und ein Album herausbrachte. Noch während seiner aktiven Zeit bei Bahrrecht schloss er sich im Jahr 2006 der Band Peste Noire an, wobei er an mehreren Werken als Schlagzeuger aktiv war, darunter einer Split-EP mit der finnischen Black-Metal-Band Horna.
Zwischen 2009 und 2013 war er zudem als Musiker in der von Fursy Teyssier gegründeten Blackgaze-Band Les Discrets aktiv. Etwa zu der gleichen Zeit schloss er sich Neiges Musikprojekt Alcest an, zunächst als Sessionmusiker. Seit 2010 ist Winterhalter als festes Mitglied bei Alcest aktiv. Außerdem war er als Schlagzeuger bei Amesoeurs aktiv, die sich 2009 trennte.
Seit 2011 ist er bei Glaciation als Musiker aktiv.

## Diskografie

### MitAmesoeurs
- 2007: Valfunde/Amesoeurs (Split-EP mit Valfunde)
- 2009: Amesoeurs (Album, Profound Lore Records, Northern Silence Productions)

### MitBahrrecht
- 2005: Black Metal Way of Life (Demo)
- 2010: Lotharingen (Demo)
- 2011: Nuit de neige (Album, Ketzer Records)

### MitPeste Noire
- 2006: La Sanie des siècles - Panégyrique de la dégénérescence (Album, De Profundis Éditions)
- 2007: Lorraine Rehearsal (EP)
- 2007: Folkfuck folie (Album, De Profundis Éditions)
- 2007: Peste Noire/Horna (Split mit Horna)

### MitGlaciation
- 2015: Sur Les Falaises De Marbre  (Album)

### MitLes Discrets
- 2009: Les Discrets/Alcest (Split-EP mit Alcest, Prophecy Productions)
- 2010: Septembre et Ses Dernières Pensées (Album, Prophecy Productions)
- 2010: Whom the Moon a Nightsong Sings (Kompilation, Prophecy Productions, mit den Stücken 5, Montée Des Épies und Après L'Ombre)
- 2011: Les Discrets/Arctic Plateau (Split-EP mit Arctic Plateau, Prophecy Productions)

### MitAlcest
- 2010: Écailles de Lune (Album, Prophecy Productions)
- 2012: BBC Live Sessions (Live-EP, Prophecy Productions)
- 2012: Les Voyages de l’Âme (Album, Prophecy Productions)
- 2014: Shelter (Album, Prophecy Productions)
- 2016: Kodama (Album, Prophecy Productions)